# 조선민족청년단

조선민족청년단의 당수인 이범석의 사진

조선민족청년단(朝鮮民族靑年團), 약칭 족청(族靑)은 이범석을 중심으로 1946년 10월 9일 ‘국가지상, 민족지상’이라는 구호를 내걸고 창설한 민족주의적 우익 단체이다.

## 역사

### 구성
이범석이 1946년 10월 민족정신의 전통을 계승할 청년운동의 모체로서 결성한 단체이다. 약칭 ‘족청(族靑)’이라 한다. 이승만이 집권한 뒤 실시한 청년단체 통합에 따라 대한청년단(大韓靑年團)으로 통합, 해체되었다. 족청의 초기 면모를 보면, 단장에 이범석, 부단장에 안호상, 전국위원에 김관식(金觀植)·김활란·이철원(李哲源)·현상윤·이용설(李容卨) 외 32명, 이사에 백낙준·최규동 외 10명, 상무이사에 김형원(金炯元)·노태준(盧泰俊)·박주병(朴柱秉)·설린(薛麟)·김웅권(金雄權) 등으로 구성되었다.

### 강령
조선민족청년단의 강령을 단지삼칙(團旨三則)라고 하였는데 "우리는 민족정신을 환기하여 민족지상·국가지상의 이념하에 청년의 사명을 다할 것을 기한다. 우리는 종파를 초월하여 대내자립·대외공존의 정신으로 민족의 역량을 집결할 것을 기한다. 우리는 현실을 직시하며 원대한 곳을 바라보고(着眼遠大), 비근한 것부터 착수하여(着手卑近) 건국도상의 청년다운 순감(純感)을 바칠 것을 기한다." 등을 선포하며 내세웠다.

### 활동
조선민족청년단은 미군정 당국의 지원을 받아 1946년 11월 수원에 훈련소를 설치하고 1개월 과정인 청년간부훈련에 착수하였다. 당시 훈련지원자 수는 2만여 명에 이르렀으며, 그들 중에서 200명을 선발, 1946년 12월 제1기 훈련생 입소식을 가졌다. 제7기생부터는 여성간부훈련생도 입소시켰으며, 훈련은 이론부·실천부·기술부 등 5개 부문으로 나누었다. 이론 부문에서는 정인보·안호상·배성룡(裵成龍)·설린 등 20여 명이 강론을 맡고, 실천 부문에서는 이범석 스스로가 1주 12시간의 강론을 맡아 조국의 현실과 새로운 청년운동의 방안, 혁명적 인생관, 혁명적 민족관, 구국구족운동(救國救族運動) 등의 인식화 교육에 힘썼다.
조선민족청년단은 청년들의 특질, 즉 생명력·정열·구지욕(求知慾)·자의식·모험심·순진성 등을 청년운동의 생산력과 투쟁력으로 전환시켜나갔다. 강훈련을 받은 수료생들은 이범석의 휘하에서 뭉쳐, 각기 사는 고장과 소속되었던 단체로 돌아가 족청의 하부조직을 결성, 강화해 나감으로써 전국적인 막강한 조직을 형성하였다. 이와 같이 조직이 확장됨에 따라 정계와 사회의 일부에서는 광복군 활동의 연장, 독재운동단체, 심지어 용공단체라는 비판의 소리가 강하게 일었다.
조선민족청년단은 1951년 12월 신당으로서 이기붕 중심의 자유당이 결성될 때, 별도로 피난 중이던 부산의 동아극장에서 발기인대회를 갖고 강령·당헌 등을 채택함으로써, 결국 같은 이름의 두 자유당이 탄생하였다. 이른바 ‘원외자유당(院外自由黨)’이다. 이 족청계의 원외자유당에서는 1952년 5월의 정·부통령선거에 즈음하여 원내자유당의 기선을 제압, 이승만을 대통령후보로, 이범석을 부통령후보로 내세웠으나, 이범석은 낙선하고 무소속 함태영이 당선되었다.
자유당의 전당대회는 정부통령 선거 후 40일 내에 소집하게 되어 있었는데, 전당대회에서 선거 결과에 따른 논공이 예상되어 족청계열은 유례 없는 정치적 격분에 휩싸였다. 족청계는 선거에 비협조적이던 인사들을 규탄하는 한편, 당외로도 공세를 폈다. 당시 국무총리 장택상과 내무부장관 김태선을 선거법 위반으로 고발하는 동시에 정치적 투쟁을 선언하기까지 하였다.
김태선은 실각하여 서울특별시장으로 물러앉고, 장택상은 ‘고시사건(古市事件)’이라는 정략에 휘말려 총리직에서 물러났다. 정·부통령선거 후 숙청을 위한 족청계 주도의 전당대회가 1953년 5월에야 대전에서 열렸다. 이 대회는 자유당 안에서 그 종파적 투쟁으로 족청계가 당권을 전단(專斷)한 최고절정기였으며, 이것을 당시에는 조선민족청년단의 자멸을 초래한 발악적인 횡포기였다고 말하기도 하였다.
이승만은 같은 해 9월 족청파 제거에 관한 담화를 발표하였다. 이승만은 특별분부라 불리는 이 담화를 통하여 “자유당 안에 구민족청년단을 중심으로 하는 세력부식자들이 있어서, 내 의도에 대립하여 당내의 통일을 해치며 전 국민의 통일정신을 위험하게 하여 분열을 일삼고 있으니, 이는 ‘단지(斷指)의 아픔’을 당하더라도 숙청되어야 한다.”는 전례 없는 강경한 결단을 보였다.
이를 고비로 하여 이범석은 자유당 안에서 이기붕과의 권력투쟁에서 패배, 대한청년단으로의 통합원칙을 결의하고 통합교섭을 위한 5명의 대표자를 뽑았다. 그리하여 다음해인 1954년 1월 “우리 청년운동의 공과에 대하여는 우리 민족이 부흥하였을 때 정당한 역사적 평가를 받게 될 것”이라는 성명을 마지막으로 해체되었다.

## 배경

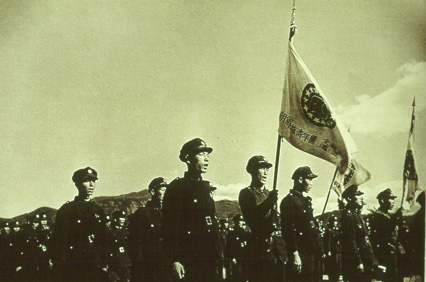
조선민족청년단의 모습

이범석은 청년들을 광복된 새 나라의 역군으로 조직화하고 훈련하는 것이 제일 시급한 일이라 판단하고, 미군정의 지원을 받아 ‘족청’을 창설했다.
미군정도 청년단체를 활용할 필요가 있다고 생각하여 1946년 중반 비밀리에 약 500만 달러와 미군 장비를 지원하고 훈련 고문으로 미군 대령 한사람 등을 특파하여 족청 결성을 지원하였다.
문제의 소지를 없애기 위해 자금은 군정청이 아닌 일본 도쿄의 맥아더 사령부로부터 나왔다. 맥아더 사령부는 차량 지원에서부터 제복까지 모두 지원해 주었다. 안호상은 족청의 이론적 근거를 제공해 주었다. 이에 대해 국수적이고 심하게 전체주의적 발상이라는 비판도 있었다.
족청은 김활란, 백낙준, 최규동, 현상윤 등으로 이사회를 구성하였고 경기도 수원에 있는 구 일본군육군병원 건물에 족청 중앙본부를 설치하고 이곳에 훈련소를 마련하였다. 소련의 항의를 피하기 위해 비밀리에 수원 훈련소에서 약 7만명이 훈련을 받았다. 교육 목적은 장래에 군대였으며 이중 상당수가 국군에 편입되어갔다.
족청은 1946년 10월 9일 창설 당시 300명에 불과했으나, 1년 뒤인 1947년 11월에는 30만 명으로, 2년 후에는 8월 115만명, 그해 가을 120만 명으로 늘어났다. 1947년 4월 한국광복군 총사령관이던 지청천이 귀국해 대동청년단을 결성하면서 족청에 대해서도 합류를 요청했지만, 이범석은 합류를 거부하고 대동청년단과 경쟁관계에 들어갔다.
1948년 5월 10일의 대한민국 제헌국회 총선에선 6명이 족청을 표방하여 당선되었으며, 나중엔 원내교섭단체를 구성할 정도로 세력이 커졌다. 그러나, 1948년 11월부터 모든 청년 단체를 통합, 단일화하라는 이승만 대통령의 지시에 의해 청년단체 통합이 추진되어, 족청도 저항 끝에 1949년 결국 대한청년단에 흡수, 해체되었다.
대한청년단과의 흡수 과정에서 이승만의 명령에 단계적인 합류안을 내놓는 등 저항을 하자, 이승만은 1949년 1월 5일 담화문을 내 족청의 해산을 공식 촉구하였다. 1949년 1월 20일 족청은 공식적으로 해산되었고 이범석은 국방장관에서 해임되었다.
그러나, 해산 뒤에도 족청 출신들은 ‘족청계’라고 불리는 세력을 형성해 자유당 창당 과정에서 중심적인 역할을 하기도 했지만 1953년 12월에 이범석을 중심으로 한 이들이 자유당에서 제명되면서 힘을 잃게 되었다.

### 역대 총선 결과
| 실시년도 | 선거     | 국회정원 | 당선자 현황 (지역구 당선/후보) | 득표    | 득표율 |
| -------- | -------- | -------- | ------------------------------ | ------- | ------ |
| 1948년   | 1대 총선 | 200      | 6 / 16                         | 144,791 | 2.13%  |

## 같이 보기
- 이범석
- 안호상
- 일민주의
- 대한독립촉성국민회
- 대동청년단
- 대한청년단
- 서북청년회
- 평양청년회
- 백의사
- 지청천

## 참고 자료
- 강준만, 《한국현대사산책》〈1940년대편 2권〉(인물과사상사, 2004) 161~163쪽.
- 강준만, 《한국현대사산책》〈1940년대편 1권〉(인물과사상사, 2004) 266~269쪽.
- ‘조선민족청년단’, 두산백과사전[깨진 링크(과거 내용 찾기)]